# Černohorský fotbalový pohár
Černohorský fotbalový pohár (černohorsky Crnogorski fudbalski kup, cyrilicí Црногорски фудбалски куп) je pohárová vyřazovací soutěž v černohorském fotbale.
Pořádá se od roku 2006 (po rozpadu soustátí Srbsko a Černá Hora), prvním vítězem se v roce 2007 stal klub FK Rudar Pljevlja. Vítěz černohorského poháru se kvalifikuje do předkola Evropské ligy (pokud je zároveň prvoligovým vítězem, kvalifikuje se do předkola Ligy mistrů a jeho místo v Evropské lize zaujme poražený finalista).
Aktuálním vítězem ze sezóny 2023/24 je FK Budućnost Podgorica.

## Přehled finálových zápasů
Zdroj: 
| Sezóna  | Vítěz                  | Výsledek                 | Finalista              | Stadion                        |
| ------- | ---------------------- | ------------------------ | ---------------------- | ------------------------------ |
| 2006/07 | FK Rudar Pljevlja      | 2–1                      | FK Sutjeska Nikšić     | Stadion Pod Goricom, Podgorica |
| 2007/08 | FK Mogren Budva        | 1–1 po prodl. (6–5 pen.) | FK Budućnost Podgorica | Stadion Pod Goricom, Podgorica |
| 2008/09 | OFK Petrovac           | 1–0                      | FK Lovćen Cetinje      | Stadion Pod Goricom, Podgorica |
| 2009/10 | FK Rudar Pljevlja      | 2–1                      | FK Budućnost Podgorica | Stadion Pod Goricom, Podgorica |
| 2010/11 | FK Rudar Pljevlja      | 2–2 po prodl. (5–4 pen.) | FK Mogren Budva        | Stadion Pod Goricom, Podgorica |
| 2011/12 | FK Čelik Nikšić        | 2–1                      | FK Rudar Pljevlja      | Stadion Pod Goricom, Podgorica |
| 2012/13 | FK Budućnost Podgorica | 1–0                      | FK Čelik Nikšić        | Stadion Pod Goricom, Podgorica |
| 2013/14 | FK Lovćen Cetinje      | 1–0                      | FK Mladost Podgorica   |                                |
| 2014/15 | OFK Titograd           | 2–1                      | OFK Petrovac           |                                |
| 2015/16 | FK Rudar Pljevlja      | 1–0 po prodl. (4–3 pen.) | FK Budućnost Podgorica | Stadion Pod Goricom, Podgorica |
| 2016/17 | FK Sutjeska Nikšić     | 1–0                      | OFK Grbalj             | Stadion Gradski (Nikšić)       |
| 2017/18 | OFK Titograd           | 2–0                      | FK Igalo 1929          |                                |
| 2018/19 | FK Budućnost Podgorica | 4–0                      | FK Lovćen Cetinje      | Stadion Pod Goricom, Podgorica |
| 2019/20 | bez vítěze             |                          |                        |                                |
| 2020/21 | FK Budućnost Podgorica | 3–1                      | FK Dečić               | Stadion Pod Goricom, Podgorica |
| 2021/22 | FK Budućnost Podgorica | 1–0                      | FK Dečić               | Stadion Pod Goricom, Podgorica |
| 2022/23 | FK Sutjeska Nikšić     | 1–1 po prodl. (4–3 pen.) | FK Arsenal Tivat       | Stadion Pod Goricom, Podgorica |
| 2023/24 | FK Budućnost Podgorica | 2–1                      | FK Jezero Plav         | Stadion Pod Goricom, Podgorica |

Vysvětlivky:
- po prodl. - výsledek po prodloužení
- pen. - penaltový rozstřel